# Axel Norling
Axel Norling (16 avril 1884 - 7 mai 1964) est un tireur à la corde, gymnaste et plongeur suédois. Il a participé aux Jeux olympiques intercalaires de 1906 et remporta la médaille de bronze avec l'équipe suédoise en tir à la corde. Aux Jeux olympiques d'été de 1908 et aux Jeux olympiques d'été de 1912, il est à chaque fois médaillé d'or en gymnastique.
Il est le frère de Daniel Norling.